# Tō-ji
Tō-ji (jap. 東寺; „Świątynia Wschodnia”) – jedna z najstarszych i najważniejszych świątyń buddyjskich w Japonii, w Kioto; w 1994 roku wpisana na listę światowego dziedzictwa UNESCO jako część zespołu zabytkowego dawnego Kioto, Uji i Ōtsu.

## Historia
Świątynię wzniesiono w Kioto w 607 roku w pobliżu południowej bramy miasta, zwanej Rashōmon, na polecenie cesarza Kammu po przeniesieniu stolicy z Nary. Druga ze świątyń w tej okolicy, Sai-ji (Świątynia Zachodnia), nie zachowała się. 
Tō-ji była największą świątynią Heian-kyō. W roku 804, po swym powrocie z Chin, sławny mnich Kūkai (774–835) umieścił w niej przywiezione dzieła sztuki buddyjskiej. Na terenie kompleksu Tō-ji przechowywanych jest do dziś wiele cennych zabytków sztuki japońskiej, m.in. rzeźby sakralne i rękopisy. Zespół sakralny składa się z kilkunastu budowli, z których większość to wysokiej klasy zabytki. Najsłynniejszą z nich jest zbudowana w roku 826 pięciokondygnacyjna pagoda o wysokości 57 m, najwyższa na terenie Japonii. Pięciokrotnie zniszczona przez pożary, obecnie istniejąca została odbudowana w 1643 roku. Główny pawilon (kondō), pochodzący z VIII w., również zniszczony przez pożar w roku 1486, zrekonstruowano na początku XVII wieku.